# Acacia Brook
Acacia Brook (30 października 1974–19 sierpnia 1976 Acacia Valley Brook, do 30 października 1974 górny bieg pod nazwą Pine Brook) – strumień (brook) w kanadyjskiej prowincji Nowa Szkocja, w hrabstwie Digby, płynący w kierunku północno-wschodnim i uchodzący do zatoki Big Joggins; nazwa Acacia Brook urzędowo zatwierdzona 5 kwietnia 1951 (dla cieku wraz z górnym jego biegiem, od 30 października 1974 określanym mianem Pine Brook).